# Barão de Cantagalo
Barão de Cantagalo é um título nobiliárquico criado por D. Pedro I do Brasil por decreto de 12 de outubro de 1825, a favor de João Maria da Gama Freitas Berquó.
Titulares
1. João Maria da Gama Freitas Berquó (1794—1852) – 1.º visconde e marquês de Cantagalo;
2. Augusto de Sousa Brandão (?—1889).